# Russisches Islamisches Institut
Das Russische Islamische Institut (Российский Исламский Институт / Rossijski Islamski Institut) in Kasan, bis 2009 Russische Islamische Universität ist eine 1998 gegründete, nicht-staatliche höhere Bildungseinrichtung in Russland. Sie befindet sich in der Hauptstadt der Republik Tatarstan. Ihr Rektor ist Rafik Muhametschowitsch Muhametschin. Es unterhält Ableger in Mittelasien und darüber hinaus. Es ist eine zentrale Institution der Imam-Ausbildung. Der Islam in Tatarstan ist weitgehend ein sunnitischer Islam hanafitischer Prägung.
Das Institut ist Mitglied der Vereinigung der Universitäten der islamischen Welt (englisch: Federation of the Universities of the Islamic World), einer Organisation im Rahmen der Islamischen Organisation für Bildung, Wissenschaft und Kultur (Islamic Educational, Scientific and Cultural Organization; Abk.: ISESCO).
An der Gründung der Einrichtung waren drei Institutionen beteiligt: der Rat der Muftis Russlands, die Geistliche Verwaltung der Muslime Tatarstans (Духовное управление мусульман Республики Татарстан) und das Institut für Geschichte der Akademie der Wissenschaften der Republik Tatarstan (Академия наук Республики Татарстан). 
Am Institut können schwerpunktmäßig Islamische Theologie, Islamwissenschaften und der Koran (in einer Fakultät namens Hafiz-Koran-Trainingszentrum), Arabisch oder auch weltliche Wissenschaften studiert werden. 
„Auch die Studenten, die von Auslandsstudien aus schiitischen Ländern wie etwa Saudi-Arabien zurückkehren, werden dort auf ihre Zuverlässigkeit überprüft.“
Kamil Samigullin, der neue Großmufti Tatarstans, erhielt hier einen Teil seiner Ausbildung.